# Relações entre Estados Unidos e Nigéria
As relações entre Estados Unidos e Nigéria descrevem as relações diplomáticas entre os Estados Unidos da América e a República Federal da Nigéria. Um tradicional aliado político do país africano, os Estados Unidos figuram também como o principal parceiro comercial dos nigerianos e seu mais importante contato diplomático fora do continente. 
A Nigéria apoia consistentemente os Estados Unidos. De acordo com uma pesquisa da Global Leaderhsip Report realizada em 2012, 77% dos nigerianos aprovam a liderança norte-americana, com 9% em discordância e 14% incertos sobre a questão. De acordo com uma pesquisa da BBC World Service Poll, em 2013, 59% dos nigerianos consideram positiva a influência cultural dos Estados Unidos, enquanto 29% dos entrevistas expressaram uma visão negativa. Em pesquisa empreendida pela Global Opinion Poll, 69% dos nigerianos consideram os Estados Unidos um país favorável. 

## Comparações entres os dois países
|                        | Estados Unidos                                                         | Nigéria                                                                  |
| ---------------------- | ---------------------------------------------------------------------- | ------------------------------------------------------------------------ |
| Data de independência  | 4 de julho de 1776 (do Reino Unido da Grã-Bretanha)                    | 1 de outubro de 1960 (do Reino Unido da Grã-Bretanha e Irlanda do Norte) |
| População              | 322 882 000 habitantes                                                 | 204 630 242 habitantes                                                   |
| Área                   | 9 850 476 km²                                                          | 923 768 km²                                                              |
| Densidade populacional | 31 hab/km²                                                             | 215 hab/km²                                                              |
| Capital                | Washington, D.C.                                                       | Abuja                                                                    |
| Maiores cidades        | Nova Iorque - 8 405 837 hab                                            | Lagos – 16 060 303 hab                                                   |
| Tipo do Estado         | República constitucional federal presidencialista                      | República constitucional federal presidencialista                        |
| Idioma oficial         | Inglês (de fato)                                                       | Inglês                                                                   |
| Religiões principais   | 75% Cristianismo, 20% Sem religião, 2% Judaísmo, 1% Budismo, 1% Outras | 53.5% Islamismo, 46.9% Cristianismo, 1% Religiões tradicionais           |
| PIB (nominal)          | US$17.5 trilhões                                                       | US$504.5 bilhão                                                          |

## História
Com a anulação da eleição presidencial nigeriana em 12 de junho de 1993, as consistentes denúncias de abusos de direitos humanos e as tentativas frustradas de manter uma transição democrática, os Estados Unidos impuseram inúmeras sanções econômicas à Nigéria ao longo da década de 1990. Após um longo período de relações estagnadas, a morte do Sani Abacha em 1998 e sua sucessão por Abdulsalami Abubakar abriu uma nova fase nas relações entre os dois países. Conforme o avanço do sistema democrático, o governo estadunidense removeu restrições de visto e ampliou discussões sobre assistência externa. A partir de 1999, a garantia de parcerias no combate ao narcotráfico pavimentou o caminho para o restabelecimento de laços mais estreitos entre os dois países, elevando as relações como uma das mais importantes alianças políticas do continente. Desde o governo de Olusegun Obasanjo, as relações entre os dois países continuam a aprimorar-se e a cooperação em áreas de interesse internacional, como a manutenção da paz, têm sido excelente.  
O governo nigeriano têm apoiado substancialmente as relações com os Estados Unidos nos esforços contra o terrorismo após os Ataques de 11 de setembro. A Nigéria, através de suas manifestações oficiais, condena fortemente os ataques terroristas contra cidadãos americanos e a atividade de grupos como Taliban e Al Qaida. A Nigéria também executa um papel crucial na conjuração de outras nações sub-saarianas contra organizações terroristas. Cerca de 1 milhão de nigerianos vivem, trabalham ou estudam nos Estados Unidos, enquanto 25 mil estadunidenses trabalham e vivem na Nigéria. Os Estados Unidos, por sua vez, sediam diversas organizações de interesse ou origem nigeriana, como a União da Diáspora Nigeriana (NUD), que visa o empoderamento dos cidadãos de ascendência nigeriana fora de seu país.
Em junho de 2014, durante uma conferência em Abuja, uma delegação do Congresso dos Estados Unidos liderada por Steve Stockman, Sheila Jackson-Lee, Frederica Wilson e Lois Frankel indicou que tropas estadunidenses poderiam ajudar na busca pelas crianças sequestradas na escola em Chibok. Uma equipe interdisciplinar foi enviada pelo governo estadunidense.

## Missões diplomáticas
dos Estados Unidos
- Abuja (Embaixada)
- Lagos (Consulado-geral)

da Nigéria
- Washington, D.C. (Embaixada)
- Atlanta (Consulado-geral)
- Nova Iorque (Consulado-geral)